# 法明頓 (新罕布什爾州)
法明頓（英語：Farmington）是一個位於美國新罕布什爾州斯特拉佛縣的鎮。

## 人口
根據2020年美國人口普查的數據，法明頓的面積為95.70平方千米，當中陸地面積為94.80平方千米，而水域面積為0.90平方千米。當地共有人口6722人，而人口密度為每平方千米70人。